# Eneias
Eneias ou Enéas (do latim Æneas, por sua vez do grego antigo Αἰνείας) é um personagem da mitologia greco-romana cuja história é contada na Ilíada, de Homero, e, sobretudo, na Eneida, de Virgílio.
Segundo a lenda, Eneias foi o mais famoso dos chefes troianos, filho da deusa Afrodite (a romana Vénus) e de Anquises, filho de Cápis, filho de Assáraco, rei da Dardânia. Era casado com Creúsa, filha do rei Príamo e de Hécuba. Tinha um filho, Iulo (na literatura romana Ascânio).

## Eneias na tradição grega

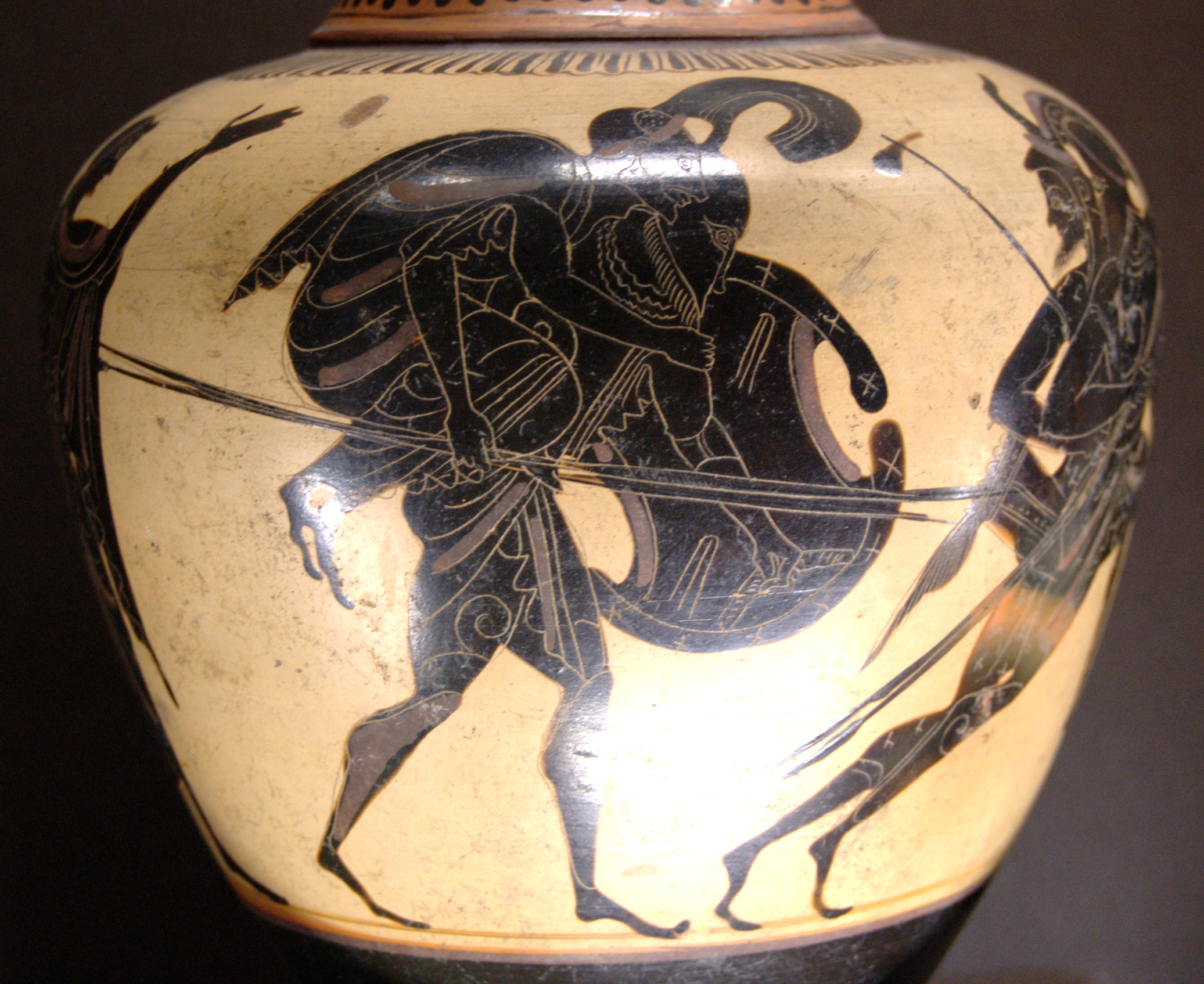
Eneias carregando Anquisesc. -, Museu do Louvre

Na Guerra de Troia, Eneias se converteu no mais valoroso guerreiro troiano, depois de Heitor. Favorecido pelos deuses, em várias ocasiões foi por eles salvo, durante os combates. Quando foi ferido por Diomedes, foi sua mãe, Afrodite, quem o salvou. E quando enfrentou Aquiles no campo de batalha, foi Poseidon quem o livrou de ser morto pelo herói grego.
Com a queda de Troia, sua mãe o aconselhou a deixar a cidade, levando sua família, pois lhe estaria reservado o destino de fazer reviver a glória troiana em outras terras.

## Eneias na tradição latina

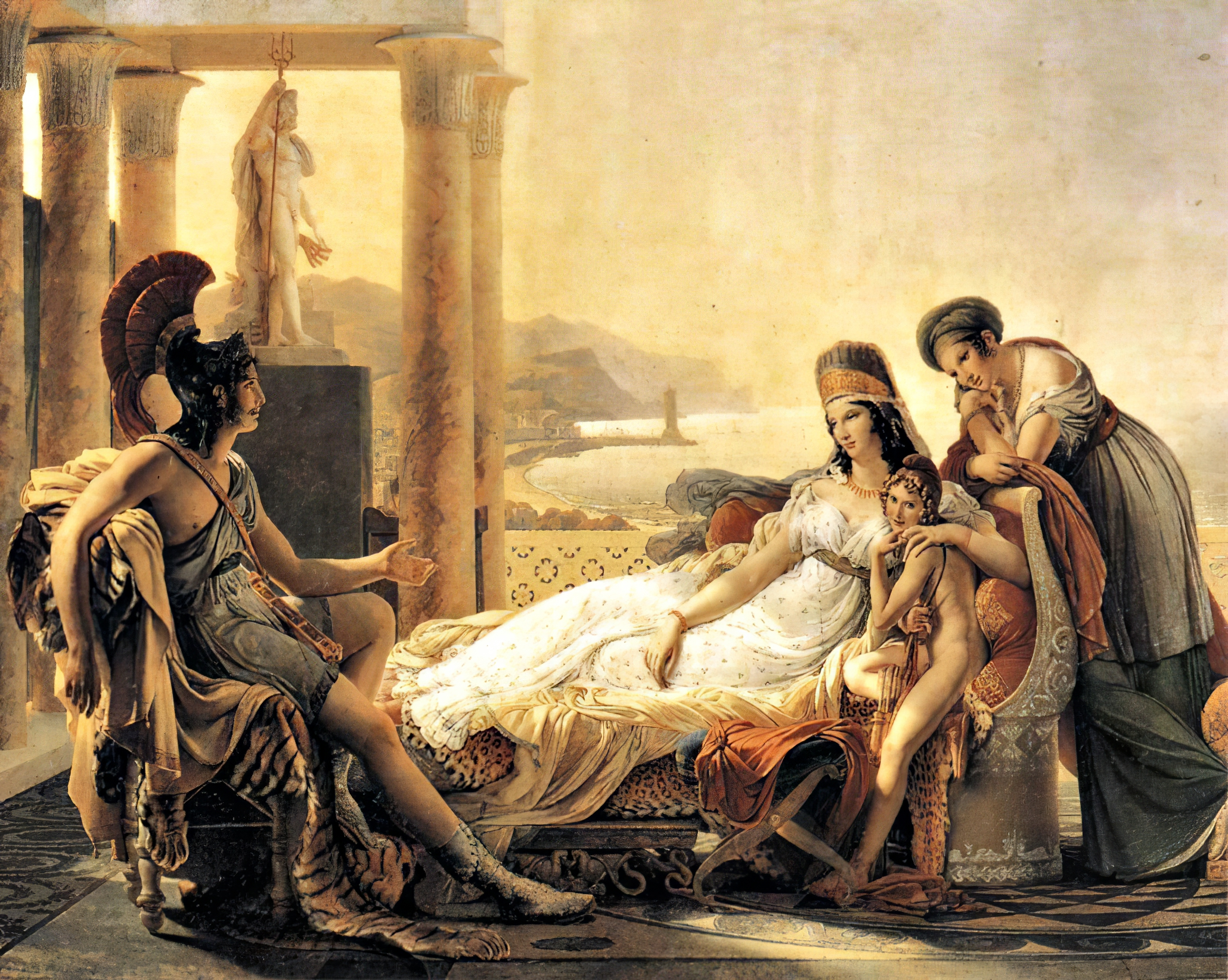
Eneias fala a Dido sobre a queda de Troia, por Pierre-Narcisse Guérin, Museu do Louvre

Sob a proteção de Afrodite, Eneias deixa Troia (incendiada pelos gregos), levando sua esposa Creusa, o filho Ascânio, seu velho pai Anquises (que ele carrega às costas) e um punhado de soldados troianos. Leva ainda os Penates troianos, divindades que protegiam o Estado, os governos e as instituições que regem um e o outro para assim fundar uma nova cidade. Na estrada, sua esposa desaparece sem deixar vestígios e ele embarca em um navio, no qual vagueia pelo mar Mediterrâneo, em busca de uma nova pátria.
O troiano pede então conselho a Apolo, que o manda ir para a terra de onde era originário o seu primeiro antepassado. Anquises, douto nessa matéria, afirmava que em dias muito remotos, antes do rei Tros fundar a cidade de Troia, vivia na Frígia um rei chamado Teucro, cuja filha, Bátia, se casara com Dardano, pai de Trós. Acreditavam que Teucro viera da ilha de Creta.

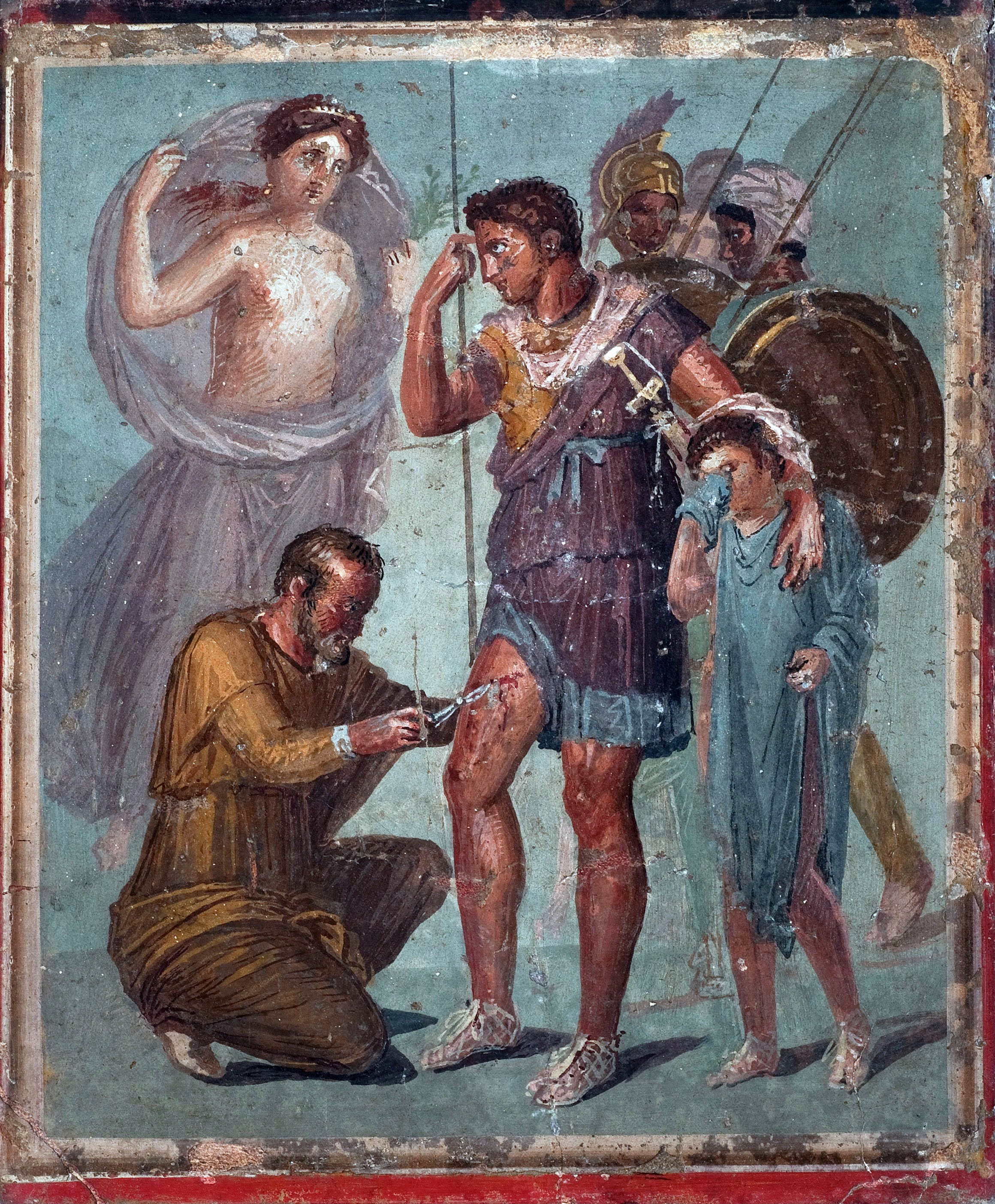
Eneias ferido por una flecha, curado pelo médico Iapige, com o filho Ascânio e assistido por Vénus pintura em parede, século I a.C., Pompeia, atualmente no Museu Arqueológico Nacional de Nápoles

Puseram-se então a caminho. Ao terceiro dia aportaram em Creta, onde começaram imediatamente a construir uma cidade a que Eneias chamou Pérgamo. Lavraram a terra e semearam-na, e parecia que tudo correria bem, mas, inesperadamente, todo o seu trabalho foi destruído. Uma terrível seca arruinou as colheitas e desencadeou uma epidemia que se alastrou entre os troianos. Anquises interpretou isto como um sinal evidente da desaprovação divina, e aconselhou Eneias a voltar ao templo de Apolo, na Ilha de Delos, para receber novas instruções do oráculo. Na véspera da partida, os numes tutelares apareceram a Eneias e disseram-lhe que ele deveria ir para o local de origem de Dárdano, antes chamado Hespéria, agora Itália. Contando isto ao pai, Anquises lembrou-se que Cassandra profetizara que uma nova Troia erguer-se-ía na Hespéria. Mas, claro, todos acharam que ela estava louca. Puseram-se de novo a caminho.
Os Troianos encontraram-se com as Harpias, mas, ao contrário dos Argonautas, fugiram delas. Chegaram a Epiro, terras onde se tinham estabelecido Heleno e Andrómaca. Heleno disse-lhe o que ia acontecer e o que ele deveria fazer.
A seguir estiveram na ilha do ciclope Polifemo, e salvaram um homem, Aqueménides, que fora deixado para trás por Ulisses. Anquises, já velho, morreu antes de deixarem a Sicília.
Depois de muito tempo aporta em Cartago e, por artimanhas de Vénus e Cupido, torna-se amante de Dido, rainha e fundadora da cidade africana. Primeiro tinha sido Hera quem queria isto, para Eneias ficar com Dido e não chegar à Itália, mas Afrodite viu que o amor da rainha podia ser proveitoso para Eneias.
Porém não era ainda esse o seu destino final. Hermes, enviado por Zeus, pergunta-lhe por que estava ele construindo uma cidade que não seria do seu filho, para a sua descendência. Eneias fugira de Troia para não se submeter aos gregos e estava agora a submeter-se a Dido e seus conterrâneos!
Adverte-o, então, para que deixe Cartago e funde uma cidade e um reino para os seus. Ao deixar a cidade, mesmo a contragosto, vê Dido, extremamente apaixonada, suicidar-se numa pira funerária que tinha mandado fazer na sua fortaleza. E por último sua fuga após a guerra de Troia.

## Origens de Roma

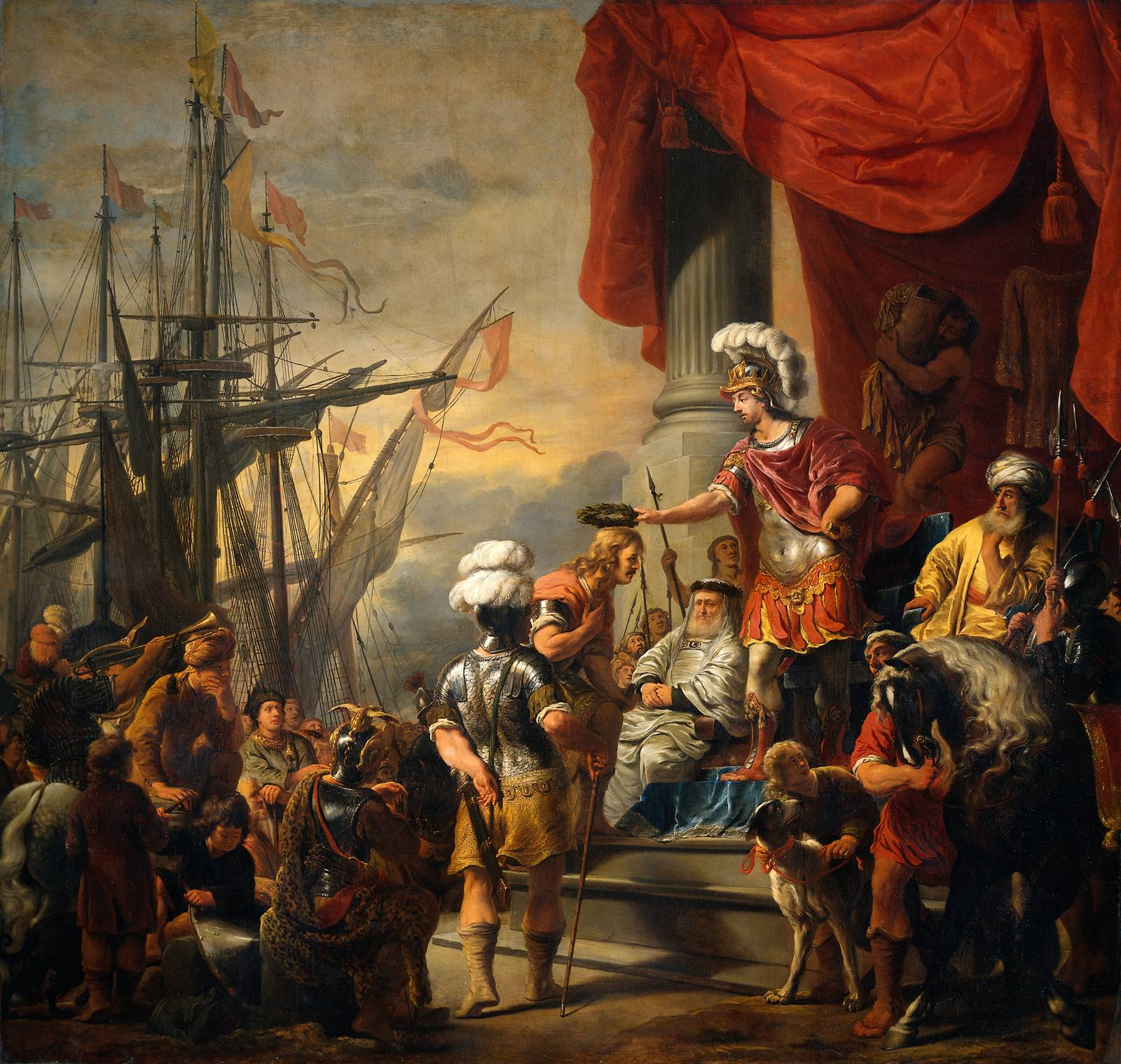
Eneias na corte de Latinoóleo em tela de Ferdinando Bol, 1661-1663 ca, Rijksmuseum, Amsterdam

Após esse episódio, Eneias aportou na Itália. Em Cumas, foi ao Submundo, onde se encontrou com o pai, que lhe falou das gerações futuras. Também viu Dido, mas esta se recusou a falar com ele.
Depois foi para o Lácio. Latino, rei do Lácio e neto de Saturno, ofereceu-lhe terras e a mão de sua bela filha Lavínia, há muito prometida a Turno, rei dos rútulos, em casamento. Tal facto deveu-se a uma profecia que dizia que Lavínia devia casar-se com um estrangeiro, para assim dar origem a uma raça poderosíssima que governaria o mundo. Lavínia e Eneias se apaixonaram, mas a rainha Amata, mãe de Lavínia, queria que a filha casasse com Turno.
Turno, vendo que perderia o reino do Lácio e Lavínia, declarou guerra a Eneias e seus troianos recém-chegados ao Lácio. Outras nações se juntaram aos contendores, de um lado e de outro. A guerra foi tão acesa que Latino, com medo que seu país se arruinasse e fosse destruído, sugeriu um combate singular entre Eneias e Turno, sendo Lavínia o prémio. Ambos aceitaram, e Eneias venceu a Turno. Podendo escolher entre matar ou poupar o adversário, mais jovem, Eneias decidiu, após longa hesitação, matá-lo. Pois, na hesitação, viu no ombro do adversário despojos do seu tão dileto Palante. Imolou Turno em nome do amigo. Amata, mãe de Lavínia, preferiu suicidar-se a ver Eneias no trono.

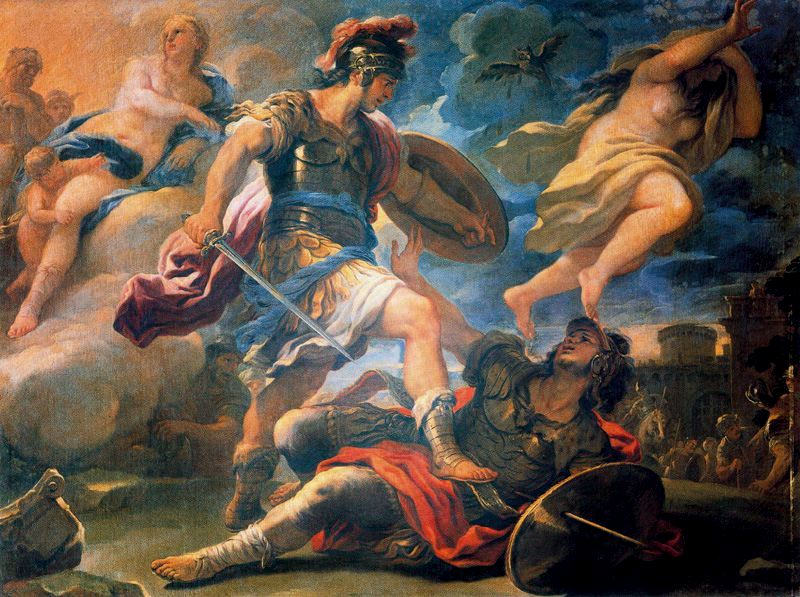
Eneias derrota Turnopor Luca Giordano,Galeria Corsini, Florença

Diz-se que Eneias abdicou ao trono a favor do filho e voltou para a pátria, para reconstruir Troia. Após a morte de Eneias, seu filho Iulo, ou Ascânio (conforme a versão), fundou Alba Longa, da qual seus descendentes serão reis sucessivos. Em 753 a.C., é fundada Roma, a segunda Troia, pelos gêmeos Rómulo e Remo, descendentes maternos de Eneias, mas filhos diretos do deus Marte.
Esta versão da fundação de Roma, ou melhor, da ascendência de Rómulo remontar a Eneias, é tida por pesquisadores modernos como mera recordação de contactos entre o mundo egeu e a Itália. Tal versão foi tomando forma a partir do século III a.C. Apareceu em Q. Fábio Pictor (200 a.C.) a primeira versão, sendo a definitiva dada por Virgílio na sua obra Eneida, Ovídio e Tito Lívio.